# Tomasz Konarzewski
Tomasz Konarzewski (ur. 17 lipca 1904 w Sieradzu, zm. 20 lutego 1974 w Łodzi) – polski bokser, olimpijczyk.

## Życiorys
Był czołowym polskim bokserem lat dwudziestych XX wieku. Walczył głównie w wadze ciężkiej, choć niekiedy boksował o kategorię niżej. Mierzył 181 cm wzrostu i ważył 84 kg. Sześciokrotnie zdobywał tytuł mistrza Polski: w wadze ciężkiej w 1924, 1925, 1926, 1932 i 1933 oraz w wadze półciężkiej w [1930. W 1925 tytuł przyznano mu bez walki, gdyż był jedynym zawodnikiem w kategorii ciężkiej.
Startował w igrzyskach olimpijskich w Paryżu 1924 w wadze ciężkiej, ale przegrał pierwszą walkę (podobnie jak inni polscy pięściarze). Dwa razy uczestniczył w mistrzostwach Europy. W Berlinie 1927 zajął 4. miejsce w wadze ciężkiej (choć przegrał oba pojedynki), a w Budapeszcie 1930 dotarł do ćwierćfinału wagi półciężkiej. Trzykrotnie walczył w reprezentacji Polski w meczach międzypaństwowych, osiągając 1 remis i ponosząc 2 porażki w latach (1930–1932). 
Występował w barwach klubów łódzkich: Łódzkiego Klubu Bokserskiego, Unionu Łódź i IKP Łódź, startując w latach 1922–1933.
Stoczył 127 walk, 98 wygrał, 13 zremisował i 16 przegrał.
Po zakończeniu kariery był trenerem bokserskim, w latach 1957–1961 pracował w Stali Stalowa Wola. Pochowany na Starym Cmentarzu w Łodzi (kwatera 2).

## Życie prywatne
Miał dwóch synów i córkę. Jego syn Zygmunt (1932−1970) był także bokserem, mistrzem i wicemistrzem Polski. 